# Massarinaceae
Massarinaceae Munk – rodzina grzybów z klasy Dothideomycetes.

## Systematyka
Pozycja w klasyfikacji według Index Fungorum: Massarinaceae, Pleosporales, Pleosporomycetidae, Dothideomycetes, Pezizomycotina, Ascomycota, Fungi.
Rodzaje
Według aktualizowanej klasyfikacji Index Fungorum bazującej na Dictionary of the Fungi do rodziny tej należą rodzaje:
- Bertiella (Sacc.) Sacc. 1899
- Byssothecium Fuckel 1861
- Epiphegia G.H. Otth ex Aptroot 1998
- Haplohelminthosporium Konta & K.D. Hyde 2021
- Helminthosporiella Hern.-Restr., Sarria & Crous 2016
- Helminthosporium Link 1809
- Massarina Sacc. 1883
- Mirohelminthosporium K. Zhang, D.W. Li & R.F. Castañeda 2020
- Phragmocamarosporium Wijayaw., Yong Wang bis & K.D. Hyde 2015
- Pseudodidymosphaeria Thambug. & K.D. Hyde 2015
- Synhelminthosporium Y.P. Chen & Maharachch. 2022
- Vaginatispora K.D. Hyde 1995[2]

Nazwy naukowe na podstawie Index Fungorum.